# Lindmania lateralis
Espèce
Classification phylogénétique
Synonymes
- Cottendorfia lateralis L.B.Sm. & Read, 1975

Lindmania lateralis est une espèce de plantes de la famille des Bromeliaceae, endémique du Venezuela.

## Synonymes
- Cottendorfia lateralis L.B.Sm. & Read, 1975[2].

## Distribution
L'espèce est endémique de l'État d'Amazonas au Venezuela.